# Anne Ratzki
Anne Maria Ratzki (* 1937 in Kempten) ist eine deutsche Lehrerin, ehemalige Schulleiterin der Gesamtschule Holweide, einer großen Integrierten Gesamtschule, und Vorkämpferin für diese Schulform.

## Werdegang
Sie studierte das Lehramt für Deutsch und Englisch in München und Berlin und promovierte 1968 in Germanistik. 1970 bis 1995 leitete sie erst ein Gymnasium und ab 1975 die neu gegründete Gesamtschule Holweide in Köln-Holweide. Die Stadt Köln hatte den Bau für 3000 Schülerinnen und Schüler ausgelegt, was der neuen Schulform negativ angelastet wurde. Dort entwickelte sie das Team-Kleingruppen-Modell, durch das auch in großen Gesamtschulen konstante Bezugspersonen für die Kinder geschaffen wurden und das sich bis heute durchgesetzt hat. Sie sorgte für eine Ausnahmegenehmigung ihrer Schule, dass auf eine Fachleistungsdifferenzierung in den Hauptfächern verzichtet werden durfte, die von der KMK für Integrierte Gesamtschulen seit 1982 verlangt wird, wenn das Abitur anerkannt werden soll. Damit werde die Grundidee des gemeinsamen Lernens beschädigt. Von 1995 bis 1999 war sie Dezernentin für Gesamtschulen bei der Bezirksregierung Köln. Sie lehrte danach als Honorarprofessorin an der Universität Paderborn. Von 1988 bis 1993 leitete sie die GGG – Gemeinnützige Gesellschaft Gesamtschule in der Zeit der deutschen Einigung mit den schulpolitischen Entscheidungen in Ostdeutschland. Nur in Brandenburg und Berlin wurden in größerer Zahl Gesamtschulen gebildet. In dieser Zeit rückten die Bildungspolitiker der SPD vom bisherigen Ziel der Einführung von Gesamtschulen ab, in Nordrhein-Westfalen insbesondere die Ministerin Gabriele Behler.
Sie ist Mitglied des Instituts für Teamarbeit und Schulentwicklung und gehörte lange der Vorjury des Deutschen Schulpreises an. Sie war tätig in der Lehrerfortbildung und Schulleitungsfortbildung zur Teamarbeit sowie zum Umgang mit Heterogenität und Inklusion.

## Schriften
- Die Elitevorstellungen im Werk Ludwig Derleths und ihre Grundlagen in seinem Bild vom Menschen, von der Geschichte und vom Christentum, 1968 [Diss. LMU München]
- mit Wolfgang Keim, Michael Mönkemeyer, Barbara Neißer: Team-Kleingruppen-Modell Köln-Holweide. Theorie und Praxis, 1996, ISBN 978-3-631-47780-9
- Skandinavische Bildungssysteme – Schule in Deutschland. Ein provokanter Vergleich, in: Georg Auernheimer: Schieflagen im Bildungssystem: Die Benachteiligung der Migrantenkinder. Springer-Verlag, 2010, ISBN 978-3-531-92198-3 (google.de [abgerufen am 19. Dezember 2020]).
- Umbrucherfahrungen. Zur subjektiven Dimension der Schulveränderungen in den neuen Bundesländern. In: Kurt Beutler u. a. (Hrsg.) (1993): Jahrbuch Pädagogik 1993, Frankfurt, Peter Lang Verlag, S. 67–80

## Einzelbelege
1. ↑  Gesamtschule oder Gemeinschaftsschule? Abgerufen am 20. Dezember 2020.
2. ↑  Anne Ratzki: Die GGG von 1988 bis 1993. Hrsg.: GGG. (ggg-web.de).

| Personendaten    | Personendaten                                  |
| ---------------- | ---------------------------------------------- |
| NAME             | Ratzki, Anne                                   |
| ALTERNATIVNAMEN  | Ratzki, Anne Maria (vollständiger Name)        |
| KURZBESCHREIBUNG | deutsche Schulleiterin und Gesamtschulförderin |
| GEBURTSDATUM     | 1937                                           |
| GEBURTSORT       | Kempten                                        |